# Кечкин, Валерий Алексеевич
Вале́рий Алексе́евич Ке́чкин (17 января 1939, с. Кочетовка, Мордовская АССР — 18 февраля 2010, Саранск) — российский государственный деятель, председатель Государственного Собрания Республики Мордовия (1995—2010).

## Биография
Окончил Пензенский сельскохозяйственный институт по специальности «инженер-механик». По национальности мордвин.
Трудовую деятельность начал в колхозе «Красное знамя» Инсарского района, работал старшим, затем главным инженером совхоза имени Желябова этого же района.
В 1965—1970 гг. — директор совхоза «Верхне-Лухменский»,
в 1970—1972 гг. — первый заместитель председателя исполкома — начальник управления сельского хозяйства Инсарского района.
В 1972—1974 гг. — слушатель Высшей партийной школы при ЦК КПСС.
В 1974—1977 гг. — инструктор, заместитель заведующего отделом организационно-партийной работы Мордовского обкома КПСС,
в 1977—1983 гг. — председатель Мордовского республиканского производственно-научного объединения «Сельхозхимия» и одновременно первый заместитель Министра сельского хозяйства Мордовской АССР.
В 1983—1989 гг. — первый секретарь Инсарского райкома КПСС.
В 1989—1992 гг. — первый заместитель председателя Совета Министров, председатель Госагропрома, Министр сельского хозяйства Мордовской АССР, председатель Мордовского республиканского Крестьянского Союза.
В 1992—1995 гг. — заместитель председателя, председатель Фонда имущества Республики Мордовия.
С 1995 года — председатель Государственного Собрания Республики Мордовия 1-4 созывов.
В 1996—2001 гг. — член Совета Федерации Федерального Собрания Российской Федерации, заместитель председателя Комитета по аграрной политике.
Избирался депутатом Верховного Совета Мордовской АССР 10 и 11 созывов, депутатом Государственного Собрания Республики Мордовия 1-4 созывов.
До последних дней занимал пост секретаря Политического совета Мордовского регионального отделения партии «Единая Россия», координатора Ассоциации руководителей законодательных (представительных) органов государственной власти субъектов Российской Федерации Приволжского федерального округа, председателя Координационного совета Республики Мордовия по миграционной и демографической политике.
Похоронен на кладбище № 2 Саранска.

## Награды и звания
Награждён орденами «Знак Почета», Дружбы, орденом Славы II, III степеней Республики Мордовия, медалью «За трудовое отличие», а также орденом Благоверного Князя Даниила Московского II степени
Заслуженный работник сельского хозяйства Республики Мордовия.